# Daewoo Mangalia Heavy Industries
Mangalia Shipyard — Șantierul Naval Mangalia Shipyard (fost Șantierul Naval Mangalia) este un șantier naval din România,
fost șantier militar.
Are ca activitate principală construcții și reparații de nave (în special mineraliere și petroliere). 
Este și unica unitate specializată în repararea tehnicii de război din România.
Se întinde pe o suprafață de 1,165,000 m² și deține 3 docuri uscate, dană de 2 kilometri lungime și alte lucrări ce se execută în spații acoperite.
A pornit inițial de la o producție înregistrată în anul 1997 de 20 de milioane de dolari, ajungând până la jumătate de miliard de dolari în 2006.
La  Șantierul Naval Daewoo Mangalia s-au construit peste 130 de nave și s-au realizat lucrări complexe de reparații la peste 300 de nave. Daewoo Mangalia Heavy Industries a fost achiziționată în 2017 de Damen Shipyard Group din Olanda care deține și șantierul naval din Galați.
Număr de angajați:
- 2018: 1.642

- 2017: 1.988
- 2016: 2.389[necesită citare]
- 2015: 2.585[necesită citare]
- 2010: 3.000[8]
- 2008: 3.800[9]

#### Cifra de afaceri:
- 2018: 112,7 milioane lei

- 2017: 988,6 milioane lei
- 2016: 2,471 miliarde lei (549 milioane euro)[necesită citare]
- 2015: 2,633 miliarde lei (585 milioane euro)[necesită citare]

#### Venit net:
- 2018: - 160,3 milioane lei

- 2017: 158,09 milioane lei
- 2016: -484 milioane lei (107,5 milioane euro pierdere)[necesită citare]
- 2015: -515 milioane lei (114 milioane euro pierdere)[necesită citare]